# Nubische trap
De Nubische trap (Neotis nuba) is een vogel uit de familie van de trappen (Otididae).

## Verspreiding en leefgebied
Deze soort komt voor van Mauritanië tot oostelijk Soedan.